# Mažeikiai

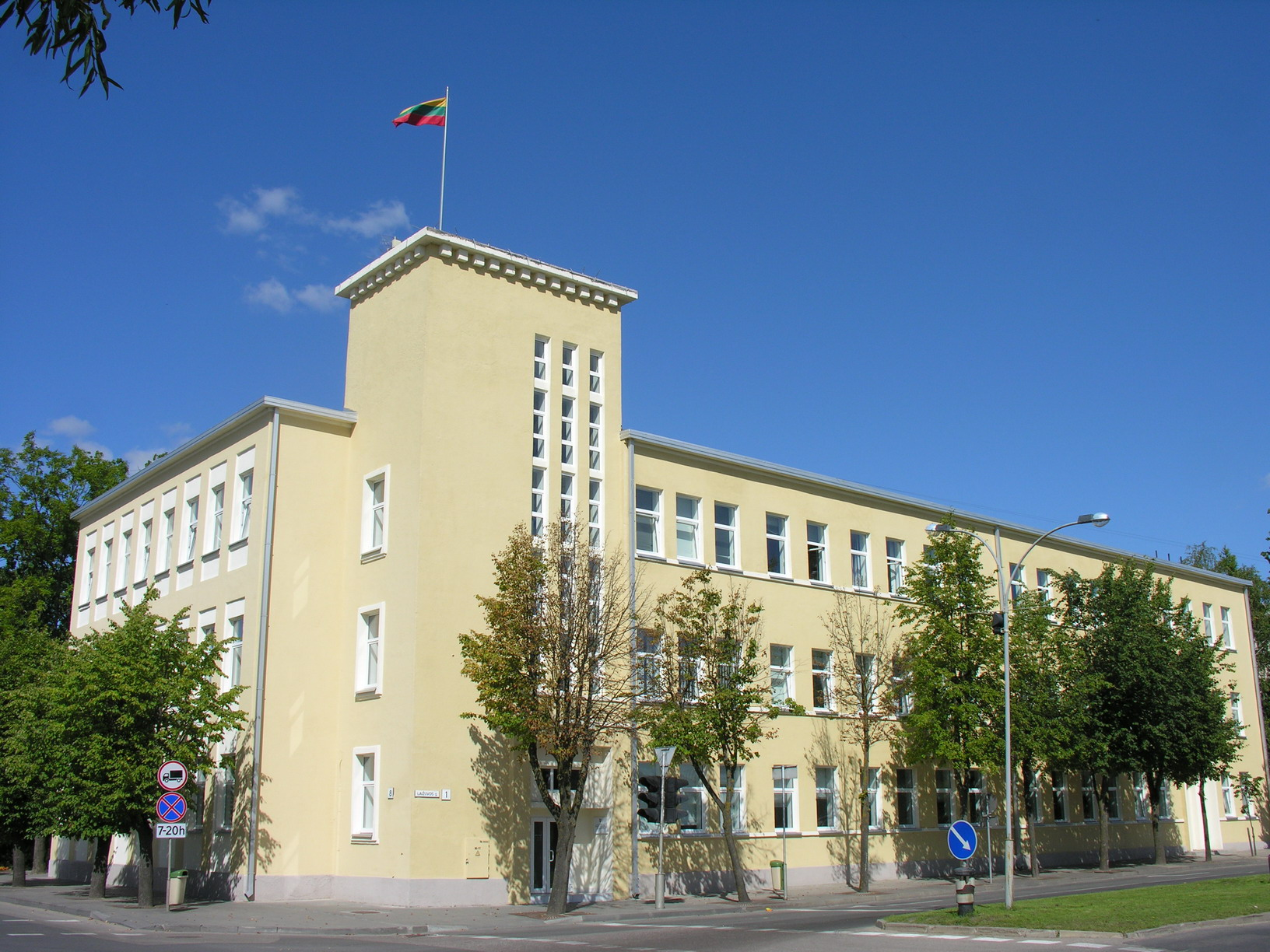
Tòa nhà ở khu tự quản huyện Mažeikiai

Mažeikiai (tiếng Samogitia: Mažeikē) là một thành phố Litva. Thành phố thuộc hạt, là trung tâm hành chính khu tự quản huyện Mažeikiai trong hạt Mažeikiai, bên sông Venta. Đây là thành phố lớn thứ 8 quốc gia này. Thành phố Mažeikiai có dân số 42.675 người (theo điều tra dân số năm 2008, so với 40.572 người năm 2001), diện tích km2. 